# Metaraphidia vahldieki
Metaraphidia vahldieki là một loài côn trùng trong họ Mesoraphidiidae thuộc bộ Raphidioptera. Loài này được Willmann miêu tả năm 1994.